# Richard Findlow
Richard Findlow, né le 4 décembre 1966, est un coureur de fond anglais spécialisé en course en montagne. Il est vice-champion du monde de course en montagne 2000 et a remporté deux médailles individuelles au Trophée européen de course en montagne.

## Biographie
Richard fait ses débuts en athlétisme sur piste où il se spécialise en demi-fond et fond. Il se met au cross-country avec succès en devenant champion AAA junior en 1987.
En 1993, il décroche la médaille d'argent sur 3 000 mètres en 8 min 3 s 38 lors des championnats du Royaume-Uni d'athlétisme à Londres.
Le 25 août 1996, il prend pour la première fois le départ d'une course de montagne à Zermatt lors de la course du Cervin. Il prend un excellent départ mais ne parvient pas à suivre le rythme effrénéné du Colombien Jairo Correa. Richard le laisse filer et assure sa deuxième place.
Il connaît une bonne saison 1997 de course en montagne. Le 6 juillet, il termine au pied du podium lors du Trophée européen de course en montagne à Ebensee, juste derrière Peter Schatz qui arrive à décrocher de justesse la troisième marche du podium dans des conditions piégeuses. Il remporte ensuite la victoire à la course de montagne du Danis, puis termine deuxième de la course de Schlickeralm. Il se classe ainsi deuxième du Grand Prix alpin. Le 7 septembre à Úpice, il se classe quinzième au Trophée mondial de course en montagne et décroche la médaille de bronze au classement par équipes.
Après une saison 1998 plutôt discrète, il s'illustre à nouveau en 1999. Le 4 juillet à Bad Kleinkirchheim, il suit à distance le duel entre Antonio Molinari et Arnaud Fourdin au Trophée européen de course en montagne et assure sa place sur la troisième marche du podium. Le 19 septembre, il effectue une excellente course lors du Trophée mondial de course en montagne à Kota Kinabalu et remporte la médaille d'argent derrière Marco De Gasperi. Son compatriote Billy Burns termine au pied du podium mais avec John Brown 29e, l'équipe anglaise prend seulement la cinquième place.
Le 2 juillet 2000, il s'élance comme favori au Trophée européen de course en montagne à Międzygórze mais l'Italien Massimo Galliano lui brûle la politesse pour s'emparer du titre. Richard parvient à contenir les assauts d'Antonio Molinari pour décrocher la médaille d'argent.
À 40 ans, il se met au triathlon et au duathlon. Il termine sixième dans la catégorie M40 aux championnats du monde de duathlon 2008 à Rimini et la quatrième place aux championnats d'Europe de duathlon 2009 à Budapest.

## Palmarès

### Course en montagne
| no  | masculin           | Course                                 | Longueur | Départ            | Temps           |
| --- | ------------------ | -------------------------------------- | -------- | ----------------- | --------------- |
| 2e  | Médaille d'argent  | Course du Cervin                       | 12 km    | 25 août 1996      | 59 min 4 s      |
| 4e  | 4e                 | Trophée européen de course en montagne | 9,5 km   | 6 juillet 1997    | 51 min 5 s      |
| 1re | Médaille d'or      | Course de montagne du Danis            | 10,4 km  | 13 juillet 1997   | 41 min 12 s     |
| 2e  | Médaille d'argent  | Course de Schlickeralm                 | 11,2 km  | 17 août 1997      | 1 h 1 min 25 s  |
| 3e  | Médaille de bronze | Course du Cervin                       | 12 km    | 31 août 1997      | 59 min 6 s      |
| 8e  | 8e                 | Trophée mondial de course en montagne  | 15,2 km  | 20 septembre 1998 | 1 h 29 min 32 s |
| 2e  | Médaille d'argent  | Course de montagne du Danis            | 10,4 km  | 11 juillet 1999   | 41 min 36 s     |
| 3e  | Médaille de bronze | Trophée européen de course en montagne | 10,3 km  | 4 juillet 1999    | 53 min 20 s     |
| 2e  | Médaille d'argent  | Trophée mondial de course en montagne  | 12,5 km  | 19 septembre 1999 | 56 min 17 s     |
| 2e  | Médaille d'argent  | Trophée européen de course en montagne | 11,69 km | 2 juillet 2000    | 50 min 56 s     |

### Piste
| Année | Compétition                              | Lieu    | Place | Épreuve | Temps        |
| ----- | ---------------------------------------- | ------- | ----- | ------- | ------------ |
| 1993  | Championnats du Royaume-Uni d'athlétisme | Londres | 2e    | 3 000 m | 8 min 3 s 38 |

## Records
| Épreuve       | Performance     | Date            | Lieu         |
| ------------- | --------------- | --------------- | ------------ |
| 1 500 mètres  | 3 min 47 s 4    | 10 août 1993    | Stretford    |
| 3 000 mètres  | 7 min 59 s 09   | 22 août 1990    | Bromley      |
| 5 000 mètres  | 13 min 44 s 58  | 28 juillet 1992 | Loughborough |
| 10 000 mètres | 29 min 32 s 67  | 23 août 1992    | Loughborough |
| 5 kilomètres  | 14 min 10 s     | 23 avril 1995   | Londres      |
| 10 kilomètres | 29 min 42 s     | 15 octobre 1995 | Coventry     |
| Semi-marathon | 1 h 6 min 38 s  | 29 mars 1998    | Wilmslow     |
| Marathon      | 2 h 21 min 20 s | 17 octobre 1999 | Amsterdam    |